# تکیه قلعه محمود
تکیه قلعه محمود مربوط به دوره قاجار است و در کرمان، خیابان امام، خیابان قلعه، کوچه شهید ایرانمنش، کوچه غربی ۱ واقع شده و این اثر در تاریخ ۷ اسفند ۱۳۸۶ با شمارهٔ ثبت ۲۱۴۹۴ به‌عنوان یکی از آثار ملی ایران به ثبت رسیده است.